# Vauville (Calvados)
Vauville ist eine französische Gemeinde mit 199 Einwohnern (Stand 1. Januar 2022) im Département Calvados in der Region Normandie. Sie gehört zum Arrondissement Lisieux und zum Kanton Pont-l’Évêque. 
Sie grenzt im Norden an Benerville-sur-Mer, im Osten an Tourgéville, im Süden an Glanville, im Südwesten an Saint-Pierre-Azif und im Nordwesten an Blonville-sur-Mer. 

## Bevölkerungsentwicklung
| Jahr      | 1962 | 1968 | 1975 | 1982 | 1990 | 1999 | 2008 | 2015 |
| --------- | ---- | ---- | ---- | ---- | ---- | ---- | ---- | ---- |
| Einwohner | 212  | 211  | 164  | 184  | 259  | 253  | 233  | 191  |

|  |  |